# 쓰루가타촌
쓰루가타촌(鶴形村)은 아키타현 야마모토군에 설치되었던 촌이다. 현재의 노시로시 중부, 요니시로강 좌안, 오우본선 쓰루가타역 주변에 해당한다.

## 역사
- 1889년 4월 1일 - 정촌제 시행에 의해 근세이래의 쓰루가타촌 단독으로 자치체를 형성하였다.
- 1955년 4월 1일 - 노시로시에 편입해. 동일 쓰루가타촌은 폐지되었다.

## 교통

### 철도
- 일본국유철도
  - 오우 본선

### 도로
- 국도 7호선

현재는 코토오카노시로 도로가 옛 마을 지역을 통과하지만, 당시에는 미개통이었다.